# Ptilope batilde
Ptilinopus occipitalis
Espèce
Statut de conservation UICN

 LC  : Préoccupation mineure
Le Ptilope batilde (Ptilinopus occipitalis) est une espèce d’oiseaux appartenant à la famille des Columbidae.
Cet oiseau vit aux Philippines.